# Lugny-lès-Charolles
Lugny-lès-Charolles är en kommun i departementet Saône-et-Loire i regionen Bourgogne-Franche-Comté i östra Frankrike. Kommunen ligger i kantonen Charolles som tillhör arrondissementet Charolles. År 2022 hade Lugny-lès-Charolles 324 invånare.

## Befolkningsutveckling
Antalet invånare i kommunen Lugny-lès-Charolles
| Referens: INSEE |